# Ernst Ludwig Wilhelm von Dacheröden

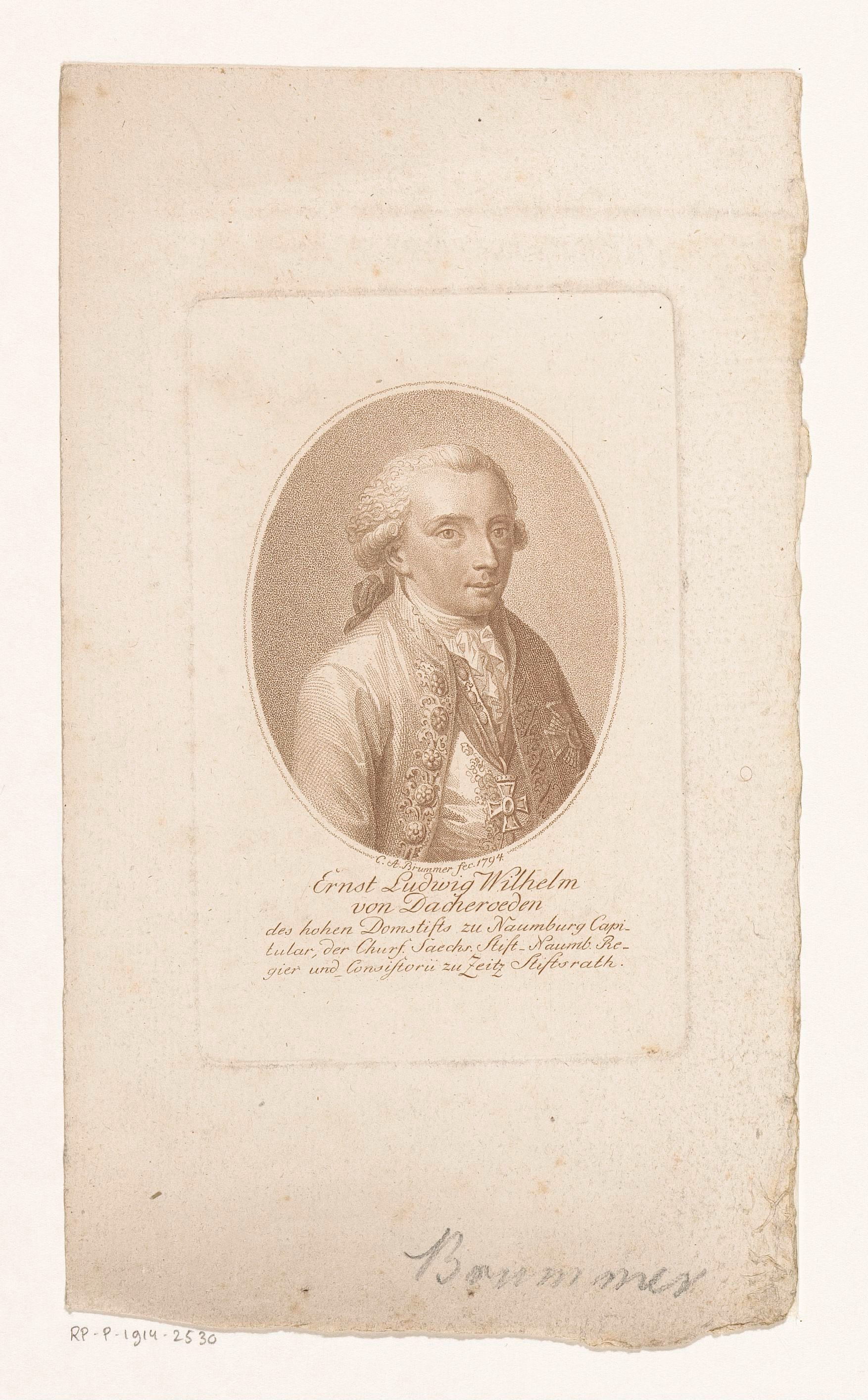
Ernst Ludwig Wilhelm von Dacheröden, Porträt von Karl August Brummer, 1794

Ernst Ludwig Wilhelm von Dacheröden, auch: Ernst Ludwig Wilhelm von Dachröden (* 11. November 1764 in Minden; † 30. Januar 1806 in Zeitz) war ein deutscher Beamter.

## Leben
Ernst Ludwig Wilhelm von Dacheröden war der Sohn des preußischen Kammerpräsidenten Karl Friedrich von Dacheröden und dessen Ehefrau Ernestine Friederike (geb. von Hopffgarten) (* 23. Oktober 1736 in Mülverstedt; † 1. Mai 1774 in Erfurt). Seine Schwester war Caroline von Dacheröden, die seit 1791 mit Wilhelm von Humboldt verheiratet war.
Zu seiner Taufe erschienen 30 Taufzeugen, unter anderem der Domdechant Ernst Idel Jobst von Vincke (1738–1813), Domkapitular Philipp Clamor von dem Bussche-Ippenburg (1728–1808), die Äbtissin und die Dechantin des freiweltlichen Damenstifts St. Marien in Minden Judith Margareta von Issendorf, der kurfürstlich sächsische Kammerherr Herr von Hopffgarten, der königlich preußische wirkliche geheime Staats- und Kriegsrat, Vizepräsident und dirigierender Minister des Generaloberfinanz-, Kriegs- und Domänendirektorium, Domkapitular zu Magdeburg Ludwig Philipp vom Hagen, die verwitwete Reichsgräfin Charlotte Friederike Amalie von Schaumburg-Lippe (1702–1785).
Kurz nach seiner Geburt bezog seine Familie das Haus Zum Schiffchen in Erfurt, (seit 1992 als Kulturforum Haus Dacheröden genutzt).
In Erfurt erhielt er von dem Journalisten und Pädagogen Rudolph Zacharias Becker Privatunterricht. Ernst Ludwig Wilhelm von Dacheröden studierte zunächst an der Georg-August-Universität Göttingen und später an der Universität Leipzig Geschichte und Jurisprudenz.
1787 unternahm er eine Reise nach Paris. Nach seiner Rückkehr wurde er kurmainzischer Kammerherr und Regierungsrat in Erfurt, mit Sitz und Stimme in der Regierung. Sein Ziel waren Verbesserungen in der Landwirtschaft und Verschönerungen in Erfurt und iUmgebung. Als Mitglied der Universitätskommission setzte er sich für Verbesserungen im Schulwesen und eine bessere Besoldung der Lehrer ein.
1789 wurde er Domherr in Naumburg und ging 1793 als Stifts- und Konsistorialrat nach Zeitz, bevor er 1802 Domdechant in Naumburg wurde.
Ernst Ludwig Wilhelm vom Dacheröden heiratete 1798 Luise Sophie Charlotte Wagner von Carlsburg († 1820), die Ehe blieb kinderlos.

### Schriftstellerisches Wirken
Er verfasste eine Schrift zum Versuch eines Staatsrechts, Geschichte und Statistik der freyen Reichsdörfer in Teutschland im Verlag des Philanthropen Siegfried Leberecht Crusius in Leipzig. Anlässlich seiner Aufnahme in die „Churfürstlich Mayntzische Academie nützlicher Wissenschaften“, deren Präsident sein Vater war, erschien 1786 seine Untersuchung der Frage: wer für den eigentlichen Verfasser der goldenen Bulle zu halten sei? Hierbei vertrat er die Meinung, dass Kaiser Karl IV. dafür zu halten sei. In einer weiteren Abhandlung erörterte er die Verdienste der Römer um die Erdkunde.

## Mitgliedschaften
Ernst Ludwig Wilhelm von Dacheröden war seit 1785 jüngstes Mitglied der Akademie gemeinnütziger Wissenschaften zu Erfurt.

## Schriften (Auswahl)
- Versuch eines Staatsrechts, Geschichte und Statistik der freyen Reichsdörfer in Teutschland. Leipzig 1785.
- Untersuchung der Frage: wer für den eigentlichen Verfasser der goldenen Bulle zu halten sei? Erfurt 1786.
- Von den Verdiensten der Römer um die Ausbreitung und Berichtigung der Erdkunde und Geographie. Erfurt 1789.